# Manhunt
Manhunt är ett stealth/action-datorspel utvecklat och utgett av Rockstar Games och som släpptes i november 2003, trots hård kritik. Manhunt skapade en kontroversiell grund av grafiskt våld som spelaren uppmuntrades att engagera sig i. Detta resulterade i att spelet förbjöds i flera länder och omnämndes av media i ett mord, men anklagelserna avvisades senare av polisen. I oktober 2007 kom dess uppföljare Manhunt 2 som också omgavs av kontroverser. Till och med den 26 mars 2008 har Manhunt sålt 1,7 miljoner exemplar enligt Take-Two Interactive.

## Spelets gång
Spelet består av tjugo nivåer samt fyra bonusnivåer som kan låsas upp, nivåerna kallas som "scener". Spelaren överlever scenerna genom att ta sig förbi fiendegäng, så kallade "Hunters", ibland med skjutvapen men främst genom att smyga sig på dem bakifrån och avrätta dem på förskräckliga sätt.
I slutet av varje nivå belönas spelaren med stilpoäng som påverkas av hur grymma avrättningarna varit och hur snabbt nivån avklarats. Rena avrättningarna ger högre poäng, vilket uppmuntrar spelaren att döda fienderna så grymt som möjligt. Spelets lokaler är fulla av "mörka" fläckar och skuggor där spelaren kan gömma sig och således bli osynlig för Hunters. 
Under loppet av spelet använder spelaren en mängd olika vapen, allt från plastpåse, basebollträ, kofot och alla möjliga hugg- och stickvapen såsom machete, kniv, glasskärva och yxa, till skjutvapen. Skjutvapnen dyker upp lite senare i spelet och består av tre olika pistoler, två olika hagelgevär, två olika maskingevär och ett prickskyttegevär. Om spelaren nästan har slut på hälsa kan detta åtgärdas med smärtstillande medel som återställer hälsan. Spelaren kan slå i väggar eller kasta saker som flaskor, burkar, tegelstenar och avhuggna huvuden för att föra oväsen som distraherar Hunters.
Spelet är främst ett så kallat "stealth" (smyg), skräck- och actionspel. Det är oerhört detaljerat vad gäller att döda fiender och förstöra omgivningar. Spelet räknas som ett av världens mest våldsamma och har blivit förbjudet i många länder, bland annat Tyskland, Australien och Nya Zeeland. 2007 kom uppföljaren Manhunt 2 som är så pass våldsam att den har förbjudits i Storbritannien.

## Handling
I den fallfärdiga staden Carcer City börjar historien med en kvinnlig journalists rapportering om en straffånge vid namn James Earl Cash, en brottsling som dömts till döden och påstås ha blivit avrättad genom en giftinjektion. Cash väcks av en röst som kommer från en hörsnäcka. Cash sätter på sig hörsnäckan och personen hänvisar till sig själv som "regissören" och lovar Cash hans frihet innan natten är över - men bara om Cash följer regissörens instruktioner. Han blir avsläppt mitt i ett getto, där Cash får slakta sig fram genom gatorna som är befolkade av ett gäng som kallar sig "The Hoods", medan regissören, som avslöjar sitt yrke som snufffilmskapare, spelar in allt genom säkerhetskameror utspridda i staden och flera gånger nämner behovet av att behaga publiken. Cash klarar sig igenom första scenen men trots regissörens löfte om frihet blir Cash slagen och kastas in i bakutrymmet av en skåpbil med en grupp legosoldater som kallas Cerberus.
Senare får spelaren veta att hans alter ego har kidnappats av filmregissören Starkweather (namngiven efter mördaren Charles Starkweather och med stora utseendemässiga likheter till Steven Spielberg) och att syftet med detta är att James ska få en ny chans i livet om han gör som Starkweather säger.
På varje bana släpper Starkweathers trupper av James i något av stadens slumområden där olika kriminella gäng regerar. Överallt i staden har Starkweather fäst kameror som filmar allt som James gör och bilden i spelet är kornig som på en videokameras skärm. Spelet går ut på att man ska döda gängmedlemmar i områdena på så bestialiska sätt som möjligt. I början har man bara tillgång till plastpåsar (som används till strypning), glasskärvor (för att hugga ut fiendens ögon med mera) samt sina knytnävar. Senare i spelet får Cash även tag på basebollträn av olika typer, kofotar, spikpistoler, yxor, knivar av olika slag, motorsågar och en stor mängd skjutvapen. Med varje närstridsvapen kan man utföra tre olika avrättningar om man lyckas smyga sig på en fiende bakifrån.